# Bypass (Logistik)
In der Logistik spricht man von einem Bypass, wenn eine Lieferung am Lager oder Händler vorbei direkt vom Lieferanten zum Kunden geht.
Die klassische Kette, die ein Teil durchläuft, ist folgende: vom Lieferant kommt es zum Händler, dort ins Lager. Bei einer Bestellung durch den Kunden wird es dann ausgeliefert. Beim Bypass werden die Teile vom Händler beim Lieferanten bestellt, aber die Lieferung geht von dort direkt zum Kunden.
Alternativ kann die Ware auch über den Umschlagpunkt des Händlers gezogen werden. Hier wird sie aber nicht eingelagert, sondern direkt im „bypass“ zur Weiterleitung an den Kunden bereitgestellt.
Für ein solches Vorgehen kann es eine Reihe von Gründen geben. Hier ein paar Beispiele:
- Es besteht ein Rückstand des Teils (also der Händler hat nicht genug auf Lager), aber der Kunde braucht die Teile dringend.
- Lieferant und Kunde liegen räumlich sehr eng beieinander.
- Es handelt sich um Teile, die nicht auf Lager gehalten werden. Z.B. weil sie zu sehr personalisiert werden müssen und man nicht für jeden Kunden sein eigenes Teil auf Lager halten kann.